# 伪厚缘肖叶甲属
伪厚缘肖叶甲属（学名：Pseudaoria）为金花虫科的一个属。

## 下属物种
本属包括以下物种：
- 伪厚缘肖叶甲 Pseudaoria burmanica Jacoby, 1908